# Glenn Aitken
Glenn Leslie Aitken (* 30. September 1952 in Woolwich) ist ein ehemaliger englischer Fußballspieler.

## Karriere
Der im Londoner Stadtteil Woolwich geborene Aitken spielte als Jugendlicher beim FC Chelsea und gehörte zum Kader der englischen Jugendnationalmannschaft, schaffte aber nicht den Durchbruch in das Profiteam von Chelsea. Nach einem erfolglosen Probetraining bei Charlton Athletic unterbrach er seine Fußballerkarriere für über ein Jahr, bevor er im Sommer 1972 nach einem Probetraining bei den Wolverhampton Wanderers in das Reserveteam aufgenommen wurde. Bereits zwei Monate später wechselte er als Amateur in die Football League Fourth Division zum FC Gillingham. Mit seinem Pflichtspieldebüt am 11. November 1972 gegen Mansfield Town war er seit Bob Harrison im April 1967 der erste Amateurspieler, der für den südostenglischen Klub auflief. Im Dezember 1972 unterzeichnete der Mittelfeldakteur daraufhin einen Profikontrakt, zu regelmäßigen Einsätzen kam er aber erst ab Januar 1974, als Dave Peach den Klub in Richtung Sunderland verlassen hatte.
Nach dem Abgang von Trainer Andy Nelson im Mai 1974 verlor Aitken unter dessen Nachfolger Len Ashurst seinen Platz im Team wieder und wechselte daraufhin in der Sommerpause 1974 in den Non-League football zum FC Wimbledon. Mit Wimbledon gewann er zwischen 1975 und 1977 drei Mal in Folge die Meisterschaft der Southern League und fungierte dabei 1977 auch als Kapitän. Nach dem dritten Meistertitel wurde der Klub in die Football League gewählt und Aitken gehörte in der Frühphase der Saison, darunter bei Wimbledons Debütspiel in der Football League, regelmäßig zum Aufgebot, bevor er aufgrund einer Rückenverletzung ab Dezember 1977 nicht mehr zum Einsatz kam.
Zur Saison 1978/79 kehrte er in den Non-League Football zurück und schloss sich Maidstone United an. Im September 1981 wechselte Aitken zum FC Dartford, wurde dort aber bereits im Februar 1982 nach 20 Pflichtspielauftritten (2 Tore) wieder entlassen, nachdem er bei einer Preisverleihung auf Kosten des anwesenden Bürgermeisters einen Scherz gemacht hatte. Er ließ seine Karriere anschließend bei Chatham Town und Thanet United ausklingen und widmete sich seinem Beruf im Verlagswesen, bevor er später eine eigene Werbeagentur eröffnete.
Dem Fußball ist Aitken immer noch verbunden, 2002/03 arbeitete er als Assistenztrainer bei Whitstable Town, anschließend übernahm Aitken im Juni 2003 die Position des Vorstandsvorsitzenden bei Gravesend & Northfleet, die er bis Oktober 2004 innehatte. Seither übt er das Präsidentenamt beim Hollingbourne FC aus.